# Vasats (Gironda)
|  | «Vasats (ciutat)» redirigeix aquí. Vegeu-ne altres significats a «Vasats». |

Vasats (nom occità) (en francès Bazas) és un municipi francès, en la comarca del Vasadès, situat al departament de la Gironda i a la regió de la Nova Aquitània. L'any 1999 tenia uns 5.000 habitants.

## Demografia
| 1962                                       | 1968  | 1975  | 1982  | 1990  | 1999  | 2007  |
| ------------------------------------------ | ----- | ----- | ----- | ----- | ----- | ----- |
| 4.453                                      | 4.567 | 4.748 | 4.704 | 4.379 | 4.357 | 4.596 |
| Des de 1962: població sense dobles comptes |       |       |       |       |       |       |

## Administració
| Període   | Identitat      | Partit        |
| --------- | -------------- | ------------- |
| 2001-2008 | Paul Marquette | Divers droite |
| 2008-     | Bernard Bosset | Divers droite |

## Història
A la rodalia es troben els Castells de Roquetaillade, de Cazeneuve i de Villandraut, la col·legiata d'Uzeste, i altres esglésies, i les vinyes i castells de Sauternais. Un parent de la família local dels Goth, Armand Bernard de Preyssac, va construir el Castell de la Trave (Préchac) a la vora del Ciron, el 1306. Per la mateixa època va ser quan van sorgir els de Villandraut i Roquetaillade (el més important).
La ciutat s'anomenava Cossio durant la dominació romana i era la vila de la tribu dels Vasats. Fou seu episcopal des de vers el 500 i els bisbes eren senadors municipals i després cap de justícia, però la regió del Bazadès estava sota el domini directe dels ducs d'Aquitània. Des del 1140 el bisbe Forton va compartir el poder amb els canònics del capítol. Els principals senyors territorials eren els La Mothe, senyors de Roquetaillade i de Langon, i els Goth (família que va donar un Papa, Climent V, i abans un bisbe de Vasats i un d'Agen i un arquebisbe de Lió). El Bisbe Gaillard de La Mothe va participar en les croades el 1199. Es van construir per aquest temps dos abadies (segle xii): Le Rivet, prop d'Auros (1188) i Font Guillem, prop de Masseilles (1124). La catedral, destruïda pels normands al segle ix, es va reconstruir el 1070. Una nova catedral es va començar el 1233, i les obres van durar fins al 1537 (Fou parcialment damnada pels protestants el 1577 i 1578, però el bisbe Armand de Pontacq la va restaurar; la façana va patir destrosses el 1793). Amb la dominació anglesa el segle xii fou teatre de la resistència encapçalada per la família Ladils revoltats el 1248 sota la direcció de Bernat de Ladils. Encara que els francesos la van ocupar la van retornar pel Tractat d'Azincourt. No va passar a França definitivament fins al 1453. Com a ciutat va obtenir la llibertat comunal el 1340 però amb la dominació reial francesa la llibertat va minvar. Va patir durant les guerres religioses i encara que el 1583 ja tornava a ser catòlica, fins al 1592 els protestants van dominar el castell de Villandraut. El Marques de Piis, d'una família que havia donat dos bisbes a Vasats, fou el darrer gran senescal del Bazadès. El darrer bisbe fou Monsenyor de Saint Sauveur senyor de Grignols que va morir el 16 de gener de 1792, un any després de la supressió del bisbat que després fou unit al Bisbat de Bordeus.

## Agermanaments
- Agurain